# Polykrates
Polykrates, död 521 f.Kr., var en grekisk politiker som var tyrann på ön Samos från 538 f.Kr. Hans makt grundade sig på stöd från samhällets lägre klasser samtidigt som många av hans aristokratiska motståndare gick i landsflykt.
Genom stora byggnadsprojekt, bland annat Eupalinos tunnel, skapade Polykrates arbetstillfällen, men också det egna hovet kostade stora summor. Detta finansierades via handel men framförallt genom sjöröveri. Polykrates var allierad med farao Amasis av Egypten, men bytte sida då perserna förberedde sitt angrepp mot Egypten 525 f.Kr. Han lockades emellertid i en fälla och avrättades av perserna som pirat.
Polykrates är känd för sägnen om Polykrates ring, som kastades i havet, som offer till gudarna. Den återfanns efter några dagar i en fångad fisk.